# Nyandarua
Nyandarua är ett av Kenyas 71 administrativa distrikt, och ligger i provinsen Central. År 1999 hade distriktet 479 902 invånare. Huvudorten är Ol Kalou.